# Les hommes préfèrent les grosses
Pour plus de détails, voir Fiche technique et Distribution.
Les hommes préfèrent les grosses est une comédie française, réalisé par Jean-Marie Poiré, sorti en 1981,

## Synopsis
Lydie (Josiane Balasko), une jeune femme au physique peu avantageux, se fait brutalement larguer par son fiancé alors qu'elle venait à peine d'acquérir le bail d'un appartement pour vivre avec ce dernier.
Ne pouvant supporter seule la charge du loyer, elle décide de rechercher une colocataire si possible moins jolie qu'elle, afin qu'elle ne lui fasse pas d'ombre dans le cadre d'éventuelles aventures sentimentales… Alors qu'elle pense avoir trouvé la colocataire idéale, c'est finalement Éva, une jolie mannequin branchée un peu naïve qui s'installe avec Lydie.
Éva, au rythme de sa vie très animée en sorties et rencontres, va entraîner Lydie dans son monde pour le grand plaisir de Gérard (Luis Rego), le frère de Lydie, un tantinet dragueur et ringard.  Cette nouvelle effervescence dans sa vie ne va pas sans gêner Lydie, qui est contrainte d'en subir quelques désagréments : un « ex » d'Éva jaloux et encombrant, une fête impromptue dans l'appartement, font désormais partie de son quotidien.
C'est pourtant dans les bras de cet « ex » d'Éva qu'elle finira par trouver l'amour…

## Fiche technique
- Réalisation : Jean-Marie Poiré
- Scénario sur une idée de Josiane Balasko
- Adaptation et dialogues : Jean-Marie Poiré et Josiane Balasko
- Assistants réalisateurs : Robin Katz, David Kodsi
- Images : Bernard Lutic
- Décors : Nicole Rachline
- Montage : Noëlle Boisson
- Musique : Catherine Lara et extraits de Burning Spear « Cry Blood Africa », Marquis de Sade, Pretenders « Message of Love », Rolling Stones, Talking Heads, Taxi Girl « Mannekin », Joël Teixeira
- Son : Pierre Lenoir
- Production : GEF, SFPC
- Producteur délégué : Lise Fayolle, Giorgio Silvagni, Dominique Harispuru
- Producteur exécutif : Hubert Niogret
- Distribution : GEF-CCFC
- Format : 35 mm, couleur Eastmancolor
- Durée : 86 minutes
- Dates de tournage : 8 février au 9 avril 1981
- Pays d'origine :  France
- Date de sortie : 19 août 1981

## Distribution
- Josiane Balasko : Lydie Langlois
- Luis Rego : Gérard Langlois
- Dominique Lavanant : Arlette
- Daniel Auteuil : Jean-Yves, l'ex petit-ami d'Éva
- Ariane Lartéguy : Éva
- Thierry Lhermitte : Hervé, le petit-ami pacifiste et végétarien d'Arlette
- Xavier Saint-Macary : Ronald
- François-Eric Gendron : Adrien
- Martin Lamotte : Paul Berthellot, le chef du personnel
- Patricia Malvoisin : Carole
- Herma Vos : Jocelyn
- Valérie Kaprisky : une copine d'Éva (créditée Valérie Chérès)
- Arja : une copine d'Éva
- François Berléand : Julien
- Franck-Olivier Bonnet : le voisin musclé
- Chantal Neuwirth : la postulante pour l'appartement de Lydie
- Jean-Claude Bouillaud : le poissonnier
- Bernard Cazassus : le clochard
- Pierre Forget : M. Legrand
- Aude Landry
- Michèle Lituac
- Isabelle Mergault : la maîtresse de Paul Berthellot
- Sophie Michaud
- Sophie Chemineau

## Autour du film
- Le titre du film est une référence au film américain Les hommes préfèrent les blondes avec Marilyn Monroe.

- Le rôle de Gérard Langlois, le frère de Lydia, devait initialement être tenu par Michel Blanc, c'est finalement Luis Rego qui a joué le rôle. Petit clin-d’œil en forme de pique dans le film, on peut entendre une speakerine annoncer à la télé un feuilleton intitulé : « M.B. à la grosse tête ».